# دبرايغ (المهرة)

تعديل مصدري - تعديل

دبرايغ هي إحدى قرى مديرية المسيلة التابعة لمحافظة المهرة، بلغ تعداد سكانها 29 نسمة حسب تعداد اليمن لعام 2004.